# Diana Award
Il Diana Award è un premio che riconosce i giovani meritevoli per il loro impegno sociale e umanitario ed è il riconoscimento più prestigioso che un giovane di età compresa tra i 9 e i 25 anni possa ricevere per la sua azione sociale o il suo lavoro umanitario.

## Storia
Istituito in onore e memoria di Diana, Principessa del Galles nel 1999. Fu ufficializzato dall'ex Primo Ministro del Regno Unito Gordon Brown e gli attuali sostenitori del Diana Award includono l'ex Primo Ministro David Cameron, Dame Julia Samuel, l'ex Primo Ministro della Scozia Jack McConnell e Esther Rantzen.

## Scopo
Lo scopo del Diana Award è quello di celebrare ed apprezzare il lavoro che i giovani svolgono nella società: coloro che sono ambasciatori giovanili, sostenitori dell'ambiente, leader sportivi e coloro che ispirano gli altri. La visione è quella di dare ai giovani la possibilità di cambiare il mondo promuovendo una cultura che celebri i giovani di tutti i ceti sociali che hanno dato un contributo disinteressato ad esso.
Il Principe di Galles e il Duca di Sussex partecipano regolarmente agli eventi del premio.

## Albo d'oro
Tra i vincitori del premio figurano Kanchan Amatya, Angelo Cardona,  Georgina Lara Booth,  Asafa Powell e Aishwarya Sridhar.